# From the Pinnacle to the Pit
"From the Pinnacle to the Pit" é uma canção da banda de rock sueca Ghost. A faixa foi lançada como o segundo single do terceiro álbum de estúdio do grupo, Meliora.

## Antecedentes e lançamento
Um Nameless Ghoul chamou "From the Pinnacle to the Pit" de uma "música baseada em riffs, estilo Led Zeppelin" e "algo que soaria ótimo saindo de um som de carro em um estacionamento de uma escola americana". A música foi lançada em 17 de julho de 2015.

## Videoclipe
O videoclipe da música foi dirigido por Zev Deans, e foi filmado em um estilo que lembra os filmes mudos da década de 1920, e clipes do filme de Cecil B. DeMille de 1930 "Madame Satan" também foram usados, incluindo uma cena em que a atriz Kay Johnson e o ator Reginald Denny dançaram. No vídeo, um aluno é enviado ao escritório do diretor apenas para ser mostrado como o homem pode aproveitar o poder de um deus. O estudante é transformado em um homem todo-poderoso que despreza o que se tornou. Isso evolui para a criação do vocalista do Ghost, Papa Emeritus III.

## Creditos
- Papa Emeritus III - vocais
- Nameless Ghouls - todos os instrumentistas: guitarrista solo, baixista, tecladista, baterista, guitarrista rítmico

### Arte
- David M. Brinley – arte do single